# Cirrus (Raketentyp)
Die Cirrus war eine Raketenfamilie zweistufiger Höhenforschungsraketen der „Hermann-Oberth-Gesellschaft“ vormals "Deutsche Raketen-Gesellschaft". Die Erststarts der Cirrus 1 und Cirrus 2 fanden am 16. September 1961 statt. Die erreichte Gipfelhöhe beträgt je nach Version 35 Kilometer oder 50 Kilometer. Eine Cirrus-Rakete ist im Hermann-Oberth-Raumfahrt-Museum in Feucht ausgestellt.